# Коррадо Альваро
Коррадо Альваро (італ. Corrado Alvaro, 15 квітня 1895, Сан-Лука — 11 червня 1956, Рим) — італійський письменник і журналіст, який спеціалізувався на коротких оповіданнях про просте сільське життя.

## Біографія
Коррадо народився в Сан-Лука, невеликому селі поблизу Аспромонте в Калабрії, у найпівденнішій частині цього регіону Італії. У 1919 році, після завершення вивчення літератури в Міланському університеті, він приєднався до Corriere della Sera. Майже 40 років він був журналістом і письменником, відзначившись як один з провідних практиків веризму в італійській літературі. Через свою політичну діяльність був змушений покинути Італію (писав, зокрема, для антифашистської газети «Il mondo»). У 1941 році повернувся на похорон батька. У 1941 році разом з Ліберо Біджаретті та Франческо Джовіне заснував Італійську спілку письменників, секретарем якої був до самої смерті у 1956 році.

## Творчість
Його першим успіхом стала книга «Оповідання з Аспромонте» (італ. Gente in Aspromonte), яку більшість критиків вважають його шедевром. Відмінності та напруженість між міською, багатою північчю та сільським бідним півднем Італії займають важливе місце в його творчості. Занепокоєння моральними проблемами, чутливість до суворого життя найнижчого класу і віра в насильство як легітимний засіб досягнення соціальних змін є характерною рисою його творчості.

## Твори
- Poesie grigioverdi (1917)
- La siepe e l'orto (1920)
- L'uomo del labirinto (1926)
- L'amata alla finestra (1929)
- Vent'anni (1930)
- Gente in Aspromonte (1930) Verhalen uit Aspromonte (2007)
- L'uomo è forte (1938)
- Incontri d'amore (1940)
- L'età breve (1946)
- Lunga notte di Medea (1949)
- Quasi una vita (1950)
- Il nostro tempo e la speranza 1952)
- Un fatto di cronaca (1955)